# State of Survival
State Of Survival is het tweede studioalbum van de Amerikaanse rapcore-band Flipsyde. Het album is uitgebracht op 24 juni 2009.

## Tracklist[1]
1. When It Was Good (03:43)
2. Spinnin’ (04:02)
3. A Change (04:03)
4. This Is The Life (03:39)
5. High On Life (03:32)
6. If You Really Love Me (03:31)
7. Welcome To Hollywood (04:07)
8. Toss It Up (04:29)
9. One Love (04:31)
10. Champion (04:14)
11. Friends (04:06)
12. State Of Survival (04:25)
13. Green Light (03:50)